# Schild (Naturschutzgebiet)

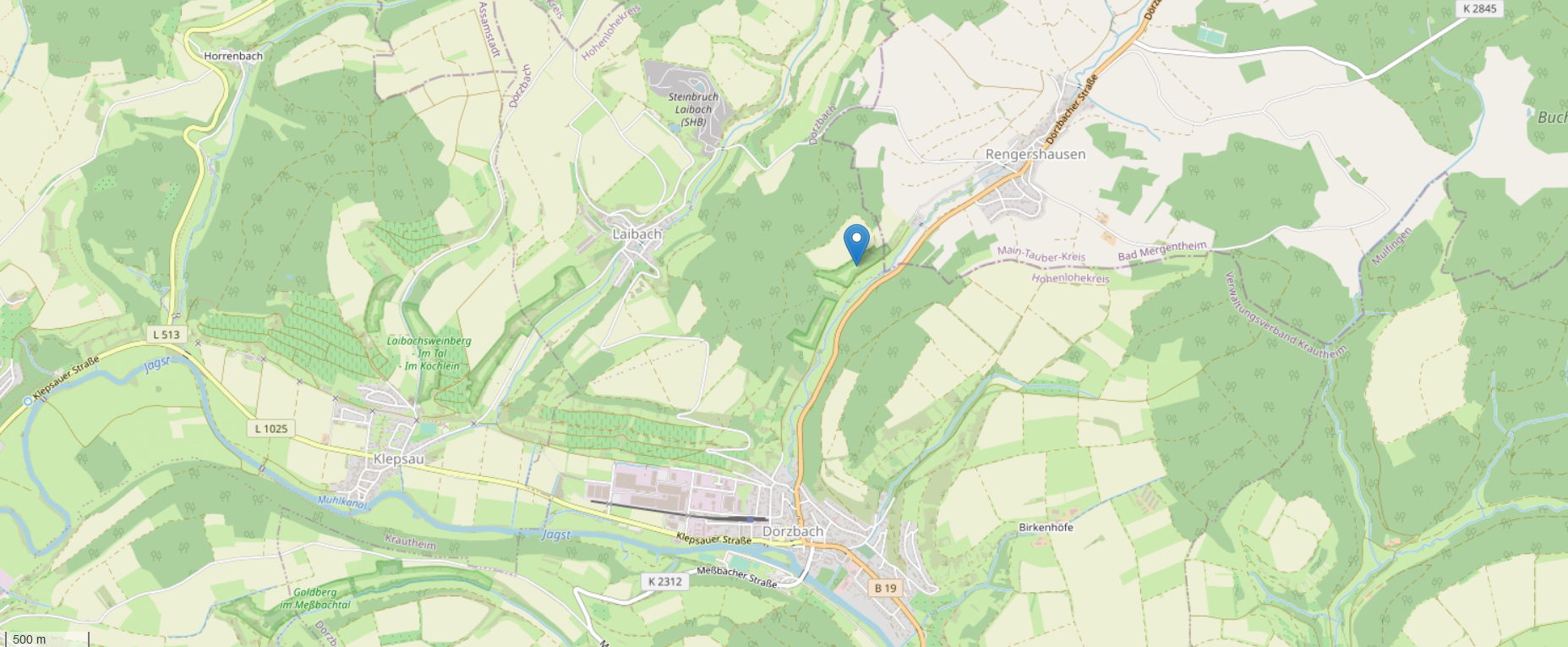
Lage des Naturschutzgebiets

Das Gebiet Schild ist ein vom Regierungspräsidium Stuttgart am 15. Dezember 1997 durch Verordnung ausgewiesenes Naturschutzgebiet auf dem Gebiet der Gemeinde Dörzbach im Hohenlohekreis.

## Lage
Das Naturschutzgebiet Schild liegt zwischen Dörzbach und Rengershausen westlich der Bundesstraße 19. Es gehört zum Naturraum Kocher-Jagst-Ebenen und zum FFH-Gebiet Jagsttal Dörzbach-Krautheim etwas nordöstlich des Naturschutzgebiets Hang am Rengerstal.

## Landschaftscharakter
Das Schutzgebiet umfasst eine Komplex von trockenwarmen Lebensräumen, darunter offene Felsbildungen einer Schaumkalkbank, Trocken- und Magerrasen, Säume, Gebüsche, Feldhecken und Steinriegel. Das Gebiet wird beweidet.

## Schutzzweck
Schutzzweck ist laut Schutzgebietsverordnung „die Sicherung und der Erhalt eines extensiv genutzten, grenzlinienreichen Offenlandbiotops mit hoher Strukturdiversität und regionaltypischer Ausprägung seiner Landschaftselemente (Kalkmagerrasen, Extensivweide, wärmeliebender Stauden- und Krautsäume, Gebüsche und Hecken) sowie den damit verbundenen spezifischen Artenzusammensetzungen als weiterem Trittsteinbiotop innerhalb eines Mosaiks eng benachbarter Naturschutzgebiete; aus wissenschaftlichen und ökologischen Gründen; zur Erhaltung der Lebensgemeinschaften und Lebensstätten zahlreicher gefährdeter bzw. regionaltypischer Tier- und Pflanzenarten sowie wegen der Vielfalt, Eigenart und Schönheit seiner naturhaften Ausstattung.“

## Flora und Fauna
Im Gebiet kommen unter anderem der Libellen-Schmetterlingshaft, die Blauflügelige Ödlandschrecke und die Hummel-Ragwurz vor.